# Oito Deveres
Os Oito Deveres (chinês: 八个必须) são um conjunto de diretrizes estabelecidas pela administração do Secretário-Geral Xi Jinping sobre o papel do Partido Comunista Chinês (PCC) na sociedade chinesa.

## Política
Os Oito Deveres são:
- devemos persistir no papel dominante do povo — 必须坚持人民主体地位
- devemos persistir na liberação e no desenvolvimento das forças produtivas sociais — 必须坚持解放和发展社会生产力
- devemos persistir em avançar com a reforma e a abertura — 必须坚持推进改革开放
- devemos persistir na salvaguarda da equidade e justiça social — 必须坚持维护社会公平正义
- devemos persistir em trilhar o caminho da prosperidade comum — 必须坚持走共同富裕道路
- devemos persistir em estimular a harmonia social — 必须坚持促进社会和谐
- devemos persistir no desenvolvimento pacífico — 必须坚持和平发展
- devemos persistir na liderança do Partido — 必须坚持党的领导